# EZH2
La histona-lisina metiltransferasa EZH2 (EZH2) es una enzima codificada en humanos por el gen EZH2.
La proteína EZH2 pertenece a la familia del grupo Polycomb (PcG). Los miembros de la familia PcG forman complejos proteicos multiméricos que están implicados en el mantenimiento de la represión transcripcional de determinados genes a lo largo de generaciones sucesivas de división celular. La proteína EZH2 actúa como un silenciador de genes, añadiendo grupos metilo al residuo 27 de lisina de la histona 3, una modificación que conduce a la condensación de la cromatina.
EZH2 se asocia con la proteína de desarrollo ectodérmico del embrión, la oncoproteína VAV1 y la proteína ATRX. Esta proteína podría desempeñar un papel en la hematopoyesis y en el sistema nervioso central. Se han descrito dos variantes transcripcionales de este gen, que codifican diferentes isoformas de la proteína.

## Interacciones
La proteína EZH2 ha demostrado ser capaz de interaccionar con:
- HDAC1[5]
- HDAC2[5]
- EED[6][5][7]
- VAV1[8]
- ATRX[9]